# Marija (2016)
Marija ist ein deutsch-schweizerisches Filmdrama von Michael Koch aus dem Jahr 2016. Es behandelt moralische Fragen der Migration, indem es die titelgebende Hauptperson Marija aus der Ukraine bei dem Versuch porträtiert, in der Dortmunder Nordstadt als Frau eine Existenz frei von Abhängigkeit und Ausbeutung aufzubauen.

## Handlung
Marija lebt als ukrainische Einwanderin in der Dortmunder Nordstadt, einem migrantischen Problemviertel. In ihrem Bad tropft das Wasser von der Decke. Als schlecht bezahltes Zimmermädchen im Hotel träumt sie von einem eigenen Frisiersalon. Doch der rückt in weite Ferne, als sie den Job verliert, weil eine ebenfalls migrantische Kollegin ihre kleinen Diebstähle verpfeift.
Verbissen macht sie sich an den türkischen Vermieter Cem heran, als der rücksichtslos ihre Wohnung stürmt, um rückständige Miete einzutreiben, die Marija nicht leisten kann. Prompt wird Cem weich und engagiert sie gegen Bezahlung für gelegentliche Hilfe bei anderen Mietern, sei es Übersetzen beim illegalen Arztbesuch oder Ausfüllen von Kindergeldanträgen.
Als Begleiterin zu einer Feier lernt sie Cems Geschäftspartner Georg kennen, der ihr „bezahltes“ Verhältnis gleich durchschaut. Er wirbt Marija, die studiert hat und gut Deutsch wie Russisch spricht, für eine heikle Verhandlung um ein lukratives russisches Bauprojekt von Cem ab. Marija erweist sich als charmant und abgebrüht zugleich, der Plan gelingt. Georg ist beeindruckt und macht zunehmend auch private Avancen, die Marija ihrerseits berühren, während sie Cems Angebot für einen Urlaub zu zweit kühl abwehrt.
Der vorbestrafte Georg stützt Marija in ihrem Traum vom Frisiersalon moralisch und mit Geld, ein wenig Freude und Glück schimmern auf. Doch nach einer Schwarzarbeitskontrolle, der Marija mit Mühe entkommt, landet Georg erneut im Gefängnis, was für ihn ein Horror ist. Er will reinen Tisch. Das aus dem russischen Bauprojekt stammende gebunkerte Bargeld soll der Kaution für die Freilassung dienen und er plant schon eine neue Existenz in Mallorca. Marijas Einsatz für den von ihr vermittelten und nun abgeschobenen Arbeiter Igor, Ehemann von Marijas schwangerer Freundin Olga, ist ihm hingegen ganz egal – und offenbar auch Marijas Traum. Als Olga aufgibt und Igor zurück in die Ukraine nachreist, nutzt Marija Georgs Geld, um ihnen zu helfen und schließlich auch den Frisiersalon zu gründen.
Am Ende kommt Georg trotzdem frei und stellt Marija zur Rede. Sie bietet ihm sogleich sein restliches Geld und entscheidet sich – vor die Alternative gestellt – fast umstandslos für ihre Unabhängigkeit mit Frisiersalon und gegen Georg, der verletzt, erbost und auf sein Geld verzichtend den Laden verlässt.

## Produktion
Marija ist der erste Langfilm des schweizerischen Regisseurs Michael Koch. Die Produktionsfirma Pandora Filmproduktion arbeitet mit Hugofilm Productions, Little Shark Entertainment GmbH, dem WDR und Arte, die als Koproduktionsfirmen an der Herstellung des Films beteiligt waren, zusammen.
Neben den Dreharbeiten am Hauptschauplatz in Dortmund entstanden weitere Aufnahmen in Köln.

## Premieren
Seine Premiere feierte der Film am 8. August 2016 beim Internationalen Filmfestival von Locarno. Im gleichen Jahr wurde der Film auf weiteren Filmfestivals vorgeführt sowie auf dem Toronto International Film Festival in Kanada. In Deutschland wurde Marija am 25. Januar 2017 beim Filmfestival Max Ophüls Preis in Saarbrücken und im Februar bei den Internationalen Filmfestspielen in Berlin gezeigt. Kinostart war nach weiteren Premieren in Städten wie Dortmund, Düsseldorf und Köln am 9. März 2017.
Im Juni 2019 nahm die ARD Marija erstmals in ein Fernsehprogramm auf und zeigte ihn im Rahmen der Reihe „Filmdebüt im Ersten“ in ihrem Hauptsender Das Erste sowie zwei weitere Male bei One. Außerdem war das Werk nach der Erstausstrahlung eine Woche lang in der ARD Mediathek verfügbar.

## Rezeption
Der Film erhielt durchweg positive Kritiken. So schrieben zum Beispiel:

„Der Debütfilm wird von der herausragenden Hauptdarstellerin getragen, die mit minimalem Aufwand das Dilemma ihrer Figur zwischen Selbstbehauptung und Identitätsverlust spürbar macht.“

Für Alfred Schlienger und die Neue Zürcher Zeitung war Marija „eine eindringliche Sozial- und Charakterstudie“, in der „Margarita Breitkreiz brilliert“: „Dieses Gesicht vergisst man nicht so schnell. So entschieden wie verletzlich, so widerständig wie scheu, stumm mitfühlend oder auch abweisend wie ein eisiger Wind. Und alles in feinsten Nuancen.“ Bei der Regie hob er die Ambivalenz der Figurenzeichnung als „besondere Stärke“ hervor und nannte die Premiere im Wettbewerb von Locarno „bereits eine schöne Anerkennung“ sowie die Nominierung für den Schweizer Filmpreis „verdient“.

## Auszeichnungen
Locarno Film Festival 2016
- Nominierung für den Goldenen Leoparden in der Kategorie Bester Spielfilm für Michael Koch

Festival Premiers Plans d'Angers (Frankreich) 2017
- Mademoiselle Ladubay Award (Darstellerpreis) in der Kategorie European feature films für Margarita Breitkreiz
- Jean Carmet Award (Darstellerpreis) in der Kategorie European feature films für Georg Friedrich

Glasgow Film Festival (Schottland) 2017
- Nominierung für den Publikumspreis für Michel Koch

Minneapolis–Saint Paul International Film Festival (USA) 2017
- Nominierung für den Emerging Filmmaker Award (Preis für Nachwuchsfilmemacher) für Michael Koch

Festival international du film de Mons (Belgien) 2017
- Le Coup de cœur du Jury (Jury-Preis) im offiziellen Wettbewerb (Langfilme) für Michael Koch
- Le prix d'interprétation féminine (Preis für die beste Darstellerin) für Margarita Breitkreiz

Prague International Film Festival (Tschechien) 2017
- Amnesty International Febio Fest Award in der Kategorie Bester Spielfilm für Michael Koch

Riviera International Film Festival (Italien) 2017
- Nominierung für den Grand Jury Prize (Großen Preis der Jury) für Michael Koch, Christoph Friedel und Claudia Steffen
- Nominierung für den Jury Prize (Jury-Preis) in der Kategorie Best Director (Bester Regisseur) für Michael Koch
- Nominierung für den Jury Prize (Jury-Preis) in der Kategorie Best Actress (Bester Schauspielerin) für Margarita Breitkreiz
- Nominierung für den Jury Prize (Jury-Preis) in der Kategorie Best Actor (Bester Schauspieler) für Georg Friedrich

Schweizer Filmpreis 2017
- Nominierung für den Schweizer Filmpreis in der Kategorie Bester Spielfilm für Michael Koch

Zürcher Filmpreis 2017
- Zürcher Filmpreis für Michael Koch